# Paltostoma roldani
Paltostoma roldani är en tvåvingeart som beskrevs av Charles L. Hogue och Bedoya Ortiz 1989. Paltostoma roldani ingår i släktet Paltostoma och familjen Blephariceridae.
Artens utbredningsområde är Colombia. Inga underarter finns listade i Catalogue of Life.